# Itinje
Itinje è una circoscrizione rurale (rural ward) della Tanzania situata nel distretto di Meatu, regione del Simiyu. Conta una popolazione di 14 836 abitanti (censimento 2012).